# Colom imperial bicolor
El colom imperial bicolor (Ducula bicolor) és una espècie d'ocell de la família dels colúmbids (Columbidae) que habita boscos, cocoters i manglars de les zones costaneres del Sud-est Asiàtic i Arxipèlag Malai, des de les costes de Myanmar i Cambotja, cap al sud, per les illes Andaman i Nicobar i la Península Malaia, Filipines, illes de la Sonda, Borneo, Moluques, Raja Ampat i extrem occidental de Nova Guinea.